# Bodrog (vas)
Bodrog je vas na Madžarskem, ki upravno spada pod podregijo Kaposvári Šomodske županije.